# Plungė
Plungė anhörenⓘ (dt. Plungen; polnisch Płungiany; jiddisch פלונגיאן, Plungian) ist eine Stadt und Sitz der Rajongemeinde Plungė im Bezirk Telšiai im Nordwesten Litauens.

## Geschichte
Der Ort wurde erstmals 1567 erwähnt, das Stadtrecht wurde 1792 verliehen. Historisch liegt es in der Region Niederlitauen. Im Jahr 2009 war die Plungė Kulturhauptstadt Litauens.
Plungė hatte bis zum Überfall auf die Sowjetunion durch die Deutschen eine große jüdische Gemeinde. Der Beginn der Besiedlung durch Juden ist unklar, im Jahr 1937 wurden aber Grabsteine aus dem 16. Jahrhundert gefunden. Schriftlich erwähnt werden Juden im frühen 18. Jahrhundert durch den Bischof Motiejus Valančius in seiner Geschichte des Bistums Samogitien: Im Jahr 1719 erlaubte der Bischof Aleksander Horain die Errichtung einer Synagoge, solange diese weniger hoch als die christliche Kirche errichtet werde. Tatsächlich wurde sie höher und der städtische Priester verlangte den Abbau des Daches. Um dies zu verhindern, zahlten die Juden eine jährliche Steuer in Höhe von 30 tynfs. Die Synagoge wird für das Jahr 1769 noch einmal erwähnt.
Mitte des 19. Jahrhunderts lebten etwa 2500, beim deutschen Überfall auf die Sowjetunion Ende Juni 1941 noch etwa 1800 Juden in der Stadt. Litauische Aufständische, die gegen die Besatzung durch die Sowjetunion kämpften, verfolgten unmittelbar nach dem Rückzug der Roten Armee und der vorläufigen Übernahme der Stadtverwaltung Ende Juni bis Mitte Juli 1941 Kommunisten und Juden. Kurz vor dem Einmarsch der deutschen Armee kam es zu einzelnen Morden an Juden durch die Bevölkerung und zum Plungé Pogrom einer der bekanntesten Täter Jonas Noreika, die jüdischen Bewohner wurden in der Großen Synagoge und dem shulhoyf, dem jüdischen Gemeindekomplex, gebracht, eingesperrt und später ermordet.
Mitte Juli 1941 brach in dieser Situation aus ungeklärter Ursache ein großer Brand in der Stadt aus, für den Juden verantwortlich gemacht wurden. Unmittelbar darauf, vom 13. bis zum 15. Juli 1941, wurden 2200 Juden der Stadt und der Umgebung erschossen und in Massengräbern verscharrt. Die jüdische Gemeinde war damit bis auf wenige Personen, die sich mit der Roten Armee entfernt hatten, ausgelöscht.
|  |  |  |  |  |  |

## Wirtschaft und Infrastruktur
Einer der Hauptarbeitgeber in Plungė ist der Fischprodukthersteller Vičiūnų grupė. Das Amtsgericht Plungė, das eine Historie zurück bis 1926 hatte, wurde 2018 aufgelöst.

## Städtepartnerschaften
Partnerstädte von Plungė sind:
| - Krasnogorsk, Russland, seit 2003 - Menden, Deutschland, seit 1992 - Bjerkreim, Norwegen, seit 1997 - Boxholm, Schweden, seit 2006 | - Viljandi, Estland, seit 1994 - Tukums, Lettland, seit 1995 - Golub-Dobrzyń, Polen, seit 2003 - Bruntál, Tschechien, seit 2005 |

## In Plungė geboren
- Lazarus Goldschmidt (1871–1950), Orientalist und Gelehrter des Judentums
- Rosa Menzer (1886–1942), Arbeiterfunktionärin und Widerstandskämpferin
- Lippy Lipshitz (1903–1980), südafrikanischer Bildhauer, Maler, Kunstdozent und Grafiker litauischer Herkunft
- Bronislovas Lubys (1938–2011), Industrieller, Unternehmer und Politiker
- Wanda Rutkiewicz (1943–1992), polnische Bergsteigerin
- Petras Vyšniauskas (* 1957), Multiinstrumentalist des Modern Creative Jazz und Hochschullehrer
- Rimantas Vaitkus (* 1957), Politiker
- Ramutė Ruškytė (* 1958), Juristin und Richterin
- Rasa Budbergytė (* 1960), Verwaltungsjuristin und Politikerin
- Vitalijus Majorovas (1961–1997), litauischer Schachspieler russischer Herkunft
- Sigitas Mitkus (* 1962), Ingenieur, Rechtswissenschaftler, Baurechtler, Professor
- Virgilijus Valančius (* 1963), Jurist, Richter des EU-Gerichts
- Egidijus Baranauskas (* 1967), Jurist, Rechtsanwalt, Zivilrechtler, Professor
- Arūnas Mockus (* 1969), Flottillenadmiral
- Laima Domarkaitė (* 1970), Schachspielerin
- Tomas Domarkas (* 1977), Politiker
- Aistė Smilgevičiūtė (* 1977), Pop- und Folk-Sängerin
- Daiva Batytė (* 1980), Schachspielerin
- Jurgita Jurkutė-Širvaitė (* 1985), Schauspielerin, Moderatorin, Fotomodell und Schönheitskönigin
- Gintautas Jakštas (* 1990), Politiker, Vizeminister der Bildung
- Ieva Žalimaitė (* 1992), Schachspielerin